# São Domingos do Cariri
São Domingos do Cariri là một đô thị thuộc bang Paraíba, Brasil. Đô thị này có diện tích 222,159 km², dân số năm 2007 là 2447 người, mật độ 11 người/km².